# Henri Perrier de la Bâthie

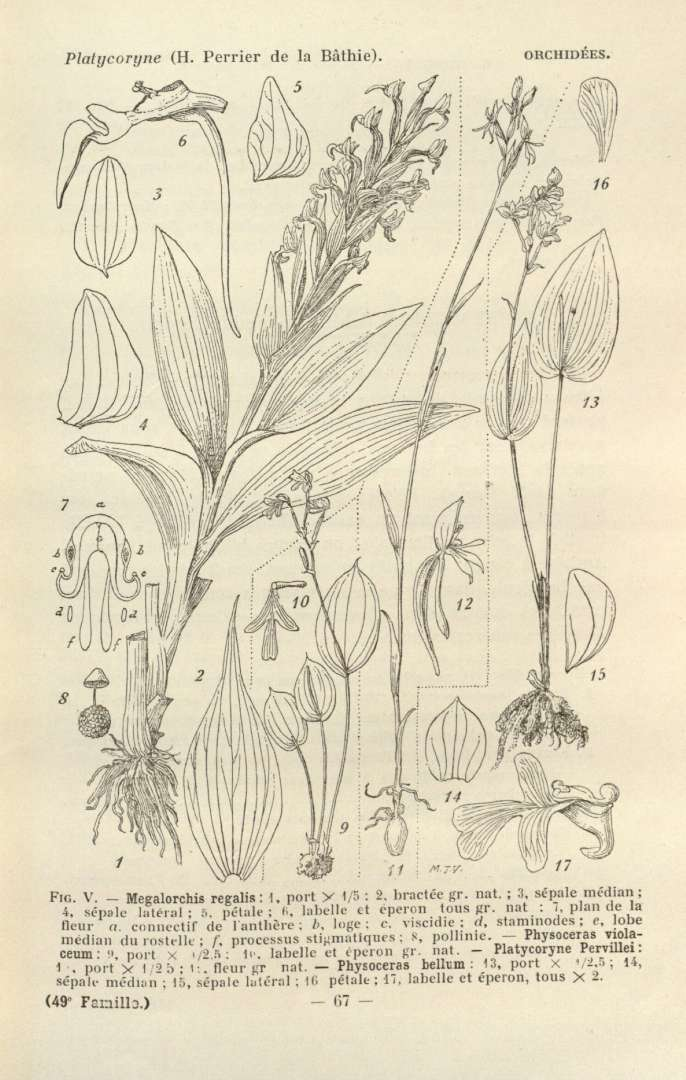
Illustration från Flore de Madagascar et des Comores

Joseph Marie Henri Alfred Perrier de la Bâthie (efternamnet även skrivet Perrier de La Bäthie) född i Chambéry den 11 augusti 1873, död på samma plats på natten mellan den 2 och 3 oktober 1958, var en fransk botaniker som specialiserade sig på Madagaskars flora. 1896 lämnade han Frankrike och flyttade till Madagaskar, där han fram till 1933 insamlade 20 149 växtexemplar. Han fastställde Madagaskars två floraprovinser. Några av hans verk innefattar La végétation malgache (1921), Biogéographie de plantes de Madagascar (1936) och ett flertal volymer i serien  Flore de Madagascar et des Comores (1946-1952). Han gjorde även värdefulla insatser inom zoologin, speciellt inom entomologi, och intresserade sig även för geologi.
Orkidésläktet Neobathiea (ursprungligen Bathiea) har uppkallats efter honom, liksom bittervedssläktet Perriera,  Många malegassiska växtarter bär hans namn, bland dem  Adansonia perrieri, Erythrina perrieri, Ensete perrieri, Euphorbia perrieri, Melanophylla perrieri, Podocarpus perrieri, Takhtajania perrieri (ursprungligen Bubbia perrieri) och Xerosicyos perrieri. På djursidan finner vi indriid-lemuren Propithecus perrieri.
Perrier de la Bâthie utsågs till riddare av Hederslegionen 1923 och korresponderande ledamot av den franska vetenskapsakademin 1932.
Auktorsnamnet H.Perrier kan användas för Henri Perrier de la Bâthie i samband med ett vetenskapligt namn inom botaniken; se Wikipediaartiklar som länkar till auktorsnamnet.